# مكتبة القسطنطينية

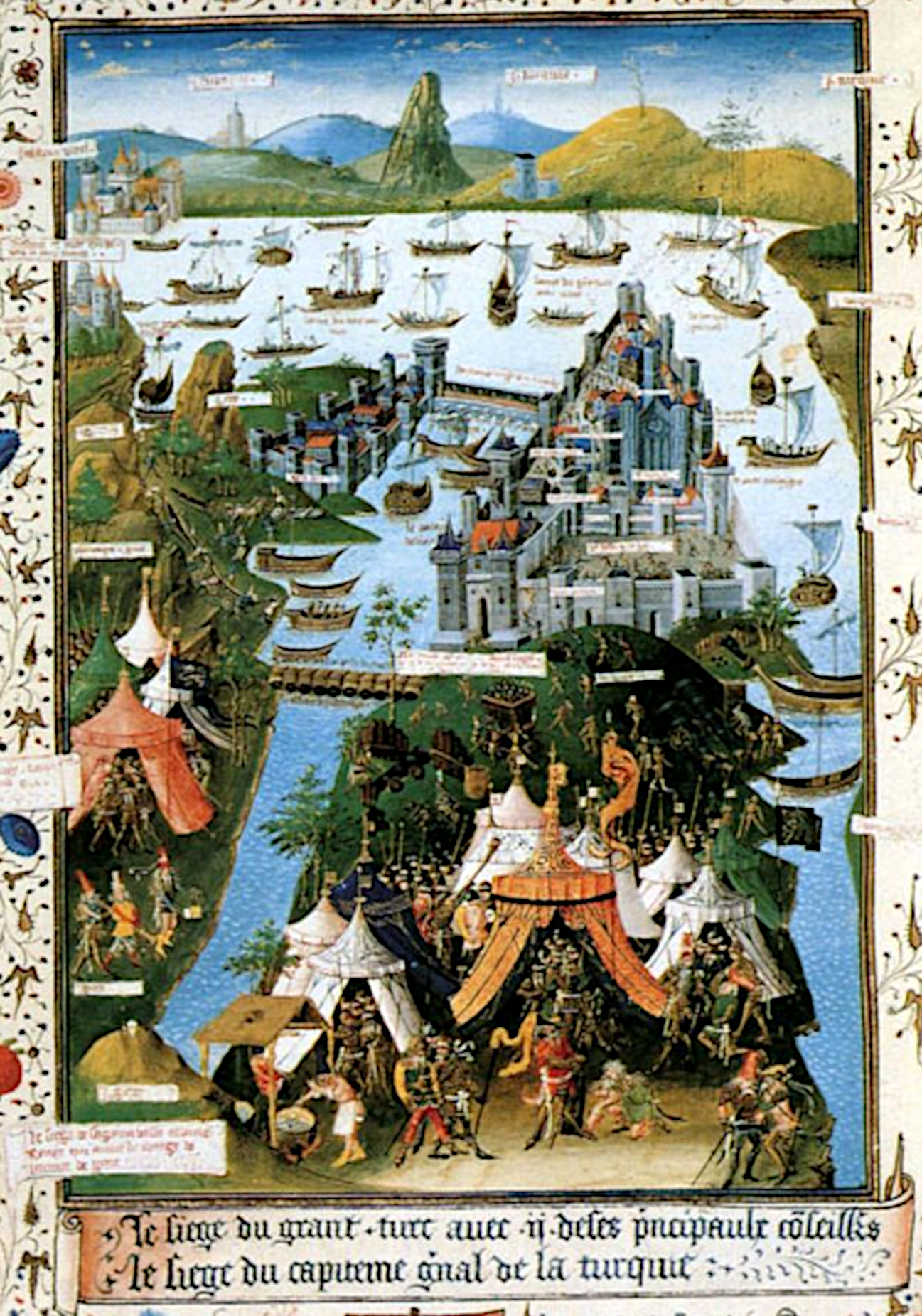

مكتبة القسطنطينية آخر المكتبات الكبيرة في العالم القديم، وكانت في مدينة القسطنطينية عاصمة الإمبراطورية البيزنطية. فلزمن طويل على دمار مكتبة الإسكندرية والمكتبات القديمة الأخرى، قامت مكتبة القسطنطينية بحفظ المعرفة القديمة لليونان والإغريق لأكثر من ألف عام، حتى أصابها الدمار أثناء الحملة الصليبية الرابعة في عام 1204.